# Маркуль
Марку́ль (фр. Site nucléaire de Marcoule) — национальный ядерный исследовательский центр на юго-востоке Франции.
Центр расположен в коммунах Шюсклан и Кодоле в окрестностях Баньоль-сюр-Сез в департаменте Гар, примерно в 25 км к северо-западу от Авиньона.
На его территории находятся несколько исследовательских реакторов, в частности знаменитый реактор на быстрых нейтронах – Феникс, и завод по переработке радиоактивных отходов. Эксплуатируется компанией EDF (Électricité de France) и CEA.

## История
Строительство АЭС Маркуль началось еще в 1952 году, а первый реактор первой французской АЭС был запущен 7 января 1956 года. Мощность первого реактора типа UNGG составляла всего 2 МВт и проработал он до 1968 года. Позднее на станции были запущены еще два реактора подобного газоохлаждаемого типа. Запущенные в 1959 и 1960 годах они проработали до 1980 и 1984 соответственно. Мощность их составляла 39 и 40 МВт для второго и третьего.
В 1967 и 1968 годах на АЭС Маркуль были запущены два реактора Целестин 1 и Целестин 2 для производства Трития. Оба реактора проработали до 2009 года.
Последним, действующим на территории ядерного завода Маркуль реактором – оказался Феникс, на быстрых нейтронах. Реактор мощностью 130 МВт был заложен в 1968 году, запущен в 1974, в окончательно закрыт в 2010 году.
В 1992 -1995 гг сюда перенесены все исследования по ядерным технологиям, выполнявшиеся ранее в Центре Фонтэне-о-Роз. Для этого построена Мастерская Альфа и лаборатории анализа, трансурановых соединений и исследований по переработке (АТАЛАНТА) - лаборатория СЕА, изучающая вопросы ядерной переработки ядерного топлива и радиоактивных отходов. У Франции, как первооткрывательнице явления радиоактивности, имеется большая заинтересованность в развитии исследований в ядерной области и с момента пуска АТАЛАНТА в ней была реализована программа международного сотрудничества с РФ  , также имеющей большой опыт в этих вопросах, а также с Японией. В рамках этого сотрудничества в АТАЛАНТЕ в долгосрочных командировках (по 1 – 4 года) работали такие известные Российские ядерщики и радиохимики, как Федосеев Александр Михайлович, Ананьев Алексей Владиленович, Герман Константин Эдуардович, Григорьев Михаил Семенович, Тананаев Иван Гундарович, Кочетков Лев Александрович, и другие , .

## Инциденты
12 сентября 2011 года в 11:45 на заводе по переработке ядерных отходов, расположенном на территории ядерного центра, произошёл взрыв. В результате взрыва погиб один человек и четверо пострадали. Утечка радиации не зафиксирована.

## Информация об энергоблоках
| Энергоблок | Тип реакторов        | Мощность    | Мощность    | Начало строительства | Физпуск    | Подключение к сети | Ввод в эксплуатацию | Закрытие   |
| Энергоблок | Тип реакторов        | Чистый      | Брутто      | Начало строительства | Физпуск    | Подключение к сети | Ввод в эксплуатацию | Закрытие   |
| ---------- | -------------------- | ----------- | ----------- | -------------------- | ---------- | ------------------ | ------------------- | ---------- |
| Маркуль G1 | UNGG                 | 2 МВт       | 2 МВт       | 1955                 | 07.01.1956 |                    |                     | 15.10.1968 |
| Маркуль G2 | UNGG                 | 39 МВт      | 43 МВт      | 01.03.1955           | 22.04.1959 |                    | 22.04.1959          | 02.02.1980 |
| Маркуль G3 | UNGG                 | 40 МВт      | 43 МВт      | 01.03.1956           | 04.04.1960 |                    | 04.04.1960          | 20.06.1984 |
| Целестин 1 | производитель трития |             |             |                      |            |                    | 1967                | 2009       |
| Целестин 2 | производитель трития |             |             |                      |            |                    | 1968                | 2009       |
| Феникс     | FBR, PH-250          | 130-233 МВт | 142-264 МВт | 01.11.1968           | 31.08.1973 | 13.12.1973         | 14.07.1974          | 01.02.2010 |